# Прюно, Кристин
Кристин Прюно (фр. Christine Prunaud) — французский политик, сенатор, член Французской коммунистической партии.

## Биография
Родилась 4 сентября 1950 года в городе Сен-Бриё (департамент Кот-д’Армор). Выросла в многодетной семье с левыми взглядами. Активно участвовала в борьбе за права женщин, секуляризм, равенство, гражданство. В 2001 году была впервые избрана в совет города Ламбаль и стала вице-мэром по делам молодежи и детства. В 2008 и 2014 годах переизбиралась в городской совет и сохраняла пост вице-мэра Ламбаля.
В сентябре 2014 года Кристин Прюно получила второе место в левом списке на выборах в Сенат от департамента Кот-д’Армор. Левый список победил на выборах и получил два места в Сенате, одно из которых досталось ей. После избрания в Сенат она ушла с поста вице-мэра, оставшись членом городского совета Ламбаля. Член группы коммунистов, в Сенате она до 3 октября 2017 года была членом комиссии по культуре, образованию и коммуникациям, с 4 октября 2017 года — членом  комиссии по иностранным делам, обороне и вооруженным силам. Она также является членом делегации по правам женщин и равным возможностям мужчин и женщин.
24 июня 2018 года, присутствуя в качестве наблюдателя на всеобщих выборах в Турции, Кристина Прюно вместе с двумя другими коммунистами была арестована.

## Занимаемые выборные должности
с 03.2001 — член муниципального совета города Ламбаль 

03.2001 — 10.2014 — вице-мэр города Ренн 

с 01.10.2014 — сенатор от департамента Кот-д’Армор 